# BS Weert in het seizoen 2014-15
Het seizoen 2014-15 van BS Weert was het 33e seizoen van de Eredivisiebasketbal-club uit Weert. De club begon het seizoen onder de naam "Maxxcom BSW", echter werd de naam halverwege het seizoen veranderd naar BSW omdat de sponsor failliet ging. 
BSW werd dit seizoen 8e in de Dutch Basketball League 2014-15.

## Team
Voor het seizoen werd bekendgemaakt dat de club verder zou gaan op de ingeslagen route: het ontwikkelen van talenten en het laten spelen van Nederlanders in de DBL. Op 13 februari versterkte BSW zich met de Amerikaan Andre Burton, die ook al in 2006/07 voor de Weertenaren speelde.
Amsterdam · Den Bosch · Den Helder · Donar · Leeuwarden · Leiden · Rotterdam · Weert · Zwolle